# Paolo Zoppo
Pour les articles homonymes, voir Zoppo.
Paolo Zoppo est un peintre italien né à Brescia vers la fin du XVe siècle et mort à Desenzano del Garda en 1515,  actif à Brescia et à Venise. 

## Biographie
Il se trouvait dans sa ville natale en 1512 quand Gaston de Foix prit cette ville d'assaut, et il courut les plus grands dangers au milieu de ce désastre. Revenu quelque temps après de ses premières terreurs, il peignit en miniature cette scène de désolation sur un bassin de cristal, pour en faire un présent au doge Gritti. En portant ce dessin à Venise, il le  rompit en chemin, et il en mourut de douleur en 1515 à Desenzano del Garda. Cet épisode lui a valu en Italie le surnom de Paolo Zoppo dal Vaso.
Ce peintre a laissé à Brescia un Christ au Calvaire, qui annonce en lui le désir d'imiter l'école des Bellino.

## Source
- « Paolo Zoppo », dans Louis-Gabriel Michaud, Biographie universelle ancienne et moderne : histoire par ordre alphabétique de la vie publique et privée de tous les hommes avec la collaboration de plus de 300 savants et littérateurs français ou étrangers, 2e édition, 1843-1865 [détail de l’édition]
- Federico Nicoli Cristiani, Della Vita delle pitture di Lattanzio Gambara; Memorie Storiche aggiuntevi brevi notizie intorno a' più celebri ed eccelenti pittori Bresciani, Brescia, Spinelli e Valgiti, 1807, pp. 196-197 (mis en ligne par Google).